# سکادار (اوسچینا)
سکادار (به صربی: Skadar) یک منطقهٔ مسکونی در صربستان است که در اوسچینا واقع شده‌است.